# جاستن سيلرز
جاستن سيلرز (بالإنجليزية: Justin Sellers)‏ هو لاعب كرة قاعدة أمريكي، ولد في 1 فبراير 1986 في بيلفلاوير في الولايات المتحدة.

## وصلات خارجية
- جاستن سيلرز على موقع دوري كرة القاعدة الرئيسي (الإنجليزية)
- جاستن سيلرز على موقعبيزبول رفرنس.كوم (الدوري الرئيسي) (الإنجليزية)
- جاستن سيلرز على موقعبيزبول رفرنس.كوم (الدوري الثانوي) (الإنجليزية)
- جاستن سيلرز على موقع إي إس بي إن.كوم (أم.أل.بي) (الإنجليزية)
- جاستن سيلرز على موقع مشجعي الرسوم البيانية (الإنجليزية)